# Liste der Nummer-eins-Hits in Malaysia (2025)
Diese Liste der Nummer-eins-Hits in Malaysia 2025 basiert auf den offiziellen Chartlisten der RIM („Most Streamed International Singles“). Die Charts basieren allein auf Musikstreaming.

## Singles
| ← 2024 ← | Liste der Nummer-eins-Hits in Malaysia | Liste der Nummer-eins-Hits in Malaysia    | Liste der Nummer-eins-Hits in Malaysia |                           |
| \| Zeitraum \| Wo. ges. \| Interpret \| Titel Autor(en) \| Zusätzliche Informationen \| \| (Zeitraum, Wochen auf Platz eins, Interpret, Titel, Autor[en], zusätzliche Informationen) \| \| \| \| \| \| ----------------------------------------------------------------------------------------- \| -------- \| ----------------------------------------- \| ------------------------------------------------------------------------------------------------------------------------------------------------------------------------------------------------------------------------------------------ \| ------------------------- \| \| 18. Oktober 2024 – 2. Januar 2025 11 Wochen \| 11 \| Rosé feat. Bruno Mars \| Apt. Theron Makiel Thomas, Philip Martin Lawrence II, Michael Donald Chapman, Peter Gene Hernandez, Christopher Steven Brown, Rogét Lufti Chahayed, Park Chae-young, Nicholas Barry Chinn, Omer Fedi, Henry Russell Walter, Amy Rose Allen \| – \| \| 3. Januar 2025 – 6. März 2025 9 Wochen (insgesamt 22) \| 22 \| Lady Gaga & Bruno Mars \| Die with a Smile Andrew Wotman, Dernst Emile, James Edward Fauntleroy II, Stefani Joanne Angelina Germanotta, Peter Gene Hernandez \| – \| \| 7. März 2025 – 22. Mai 2025 11 Wochen \| 11 \| Jennie \| Like Jennie Amanda Renée Ibanez, Kim Je-ni, Jorge Antonio Alfonzo Sr., Taylor Monet Parks, Thomas Wesley Pentz, Woo Ji-ho \| – \| \| 23. Mai 2025 – 26. Juni 2025 5 Wochen (insgesamt 22) \| 22 \| Lady Gaga & Bruno Mars \| Die with a Smile Andrew Wotman, Dernst Emile, James Edward Fauntleroy II, Stefani Joanne Angelina Germanotta, Peter Gene Hernandez \| – \| \| 27. Juni 2025 – 10. Juli 2025 2 Wochen (insgesamt 5) \| 5 \| Huntr/x feat. Ejae, Audrey Nuna & Rei Ami \| Golden Kim Eun-jae, Mark Sonnenblick \| – \| \| 11. Juli 2025 – 17. Juli 2025 1 Woche \| 1 \| Blackpink \| Jump Jesse Daniel Blumenfeld, Isabelle Zikai Gbotto Carlsson, Seol Jeong-hun, Park Hong-jun, Lennard Oestmann, Thomas Wesley Pentz, Claudia Annabelle Cooney \| – \| \| 18. Juli 2025 – 7. August 2025 3 Wochen (insgesamt 5) \| 5 \| Huntr/x feat. Ejae, Audrey Nuna & Rei Ami \| Golden Kim Eun-jae, Mark Sonnenblick \| – \| |                                        |                                           | |                           |
| ← 2024 |                                        |                                           | |                           |
| Zeitraum | Wo. ges.                               | Interpret                                 | Titel Autor(en) | Zusätzliche Informationen |
| (Zeitraum, Wochen auf Platz eins, Interpret, Titel, Autor[en], zusätzliche Informationen) |                                        |                                           | |                           |
| 18. Oktober 2024 – 2. Januar 2025 11 Wochen | 11                                     | Rosé feat. Bruno Mars                     | Apt. Theron Makiel Thomas, Philip Martin Lawrence II, Michael Donald Chapman, Peter Gene Hernandez, Christopher Steven Brown, Rogét Lufti Chahayed, Park Chae-young, Nicholas Barry Chinn, Omer Fedi, Henry Russell Walter, Amy Rose Allen | –                         |
| 3. Januar 2025 – 6. März 2025 9 Wochen (insgesamt 22) | 22                                     | Lady Gaga & Bruno Mars                    | Die with a Smile Andrew Wotman, Dernst Emile, James Edward Fauntleroy II, Stefani Joanne Angelina Germanotta, Peter Gene Hernandez | –                         |
| 7. März 2025 – 22. Mai 2025 11 Wochen | 11                                     | Jennie                                    | Like Jennie Amanda Renée Ibanez, Kim Je-ni, Jorge Antonio Alfonzo Sr., Taylor Monet Parks, Thomas Wesley Pentz, Woo Ji-ho | –                         |
| 23. Mai 2025 – 26. Juni 2025 5 Wochen (insgesamt 22) | 22                                     | Lady Gaga & Bruno Mars                    | Die with a Smile Andrew Wotman, Dernst Emile, James Edward Fauntleroy II, Stefani Joanne Angelina Germanotta, Peter Gene Hernandez | –                         |
| 27. Juni 2025 – 10. Juli 2025 2 Wochen (insgesamt 5) | 5                                      | Huntr/x feat. Ejae, Audrey Nuna & Rei Ami | Golden Kim Eun-jae, Mark Sonnenblick | –                         |
| 11. Juli 2025 – 17. Juli 2025 1 Woche | 1                                      | Blackpink                                 | Jump Jesse Daniel Blumenfeld, Isabelle Zikai Gbotto Carlsson, Seol Jeong-hun, Park Hong-jun, Lennard Oestmann, Thomas Wesley Pentz, Claudia Annabelle Cooney                                                                               | –                         |
| 18. Juli 2025 – 7. August 2025 3 Wochen (insgesamt 5) | 5                                      | Huntr/x feat. Ejae, Audrey Nuna & Rei Ami | Golden Kim Eun-jae, Mark Sonnenblick | –                         |